# Aimee Carrero
Aimée Carrero (Santo Domingo, 15 de julio de 1988) es una actriz dominicana-estadounidense. Es conocida por su papel como Angie en la serie de acción en vivo de Cartoon Network Level Up. Desde 2014, ha interpretado a Sofia Rodriguez en la comedia de situación de Freeform Young & Hungry y proporciona la voz de la Princesa Elena en la serie animada de Disney Channel Elena de Ávalor.

## Primeros años y educación
Carrero nació en Santo Domingo, República Dominicana y creció en Miami, Florida. Es una alumna de Universidad Internacional de Florida graduándose en 2008 con un grado en relaciones internacionales.

## Carrera
En 2009, apareció en el largometraje Alvin and the Chipmunks: The Squeakquel. Los créditos de televisión de Carrero incluyen El mentalista, Lincoln Heights, Men of a Certain Age, The Middle, Greek, Zeke and Luther y Baby Daddy.
En 2011, fue elegida como Angie en la película de acción en vivo de Cartoon Network Level Up. Repitió su papel en la serie de televisión subsecuente del mismo nombre. La serie terminó en 2013 después de dos temporadas.
En 2012, Carrero coprotagonizó la película de televisión de Lifetime Blue Lagoon: The Awakening. Ese mismo año, ella hizo su debut en Off-Broadway en Atlantic Theater Company en el estreno de la obra, What Rhymes with America en diciembre de 2012.
En 2014, coprotagonizó la película de terror Devil's Due. Carrero también recurrió en la segunda temporada en la serie de FX FX The Americans como Lucia, un luchador sandinista de la libertad. Ella también fue lanzada en la comedia de enredo de ABC Family Young & Hungry, protagonizada por Emily Osment.
En enero de 2015 se anunció que Carrero estará proporcionando la voz de Elena, la primera princesa de cuento de hadas latina en Elena de Ávalor. La serie es un spin-off de la serie de Disney Junior Sofia the First, y se estrenó el 22 de julio de 2016. En abril de 2016 se anunció que Carrero y que su compañera Ashley Tisdale de Sofia the First estarían en una nueva serie derivada de Young & Hungry.

## Filmografía

### Cine
| Año  | Título                                  | Rol            | Notas        |
| ---- | --------------------------------------- | -------------- | ------------ |
| 2007 | The Essential Man                       | Eva Stroheim   | Cortometraje |
| 2007 | Category 4                              | Alexandra      | Cortometraje |
| 2009 | Alvin and the Chipmunks: The Squeakquel | Emily          |              |
| 2010 | Never Winter                            | Sam            | Cortometraje |
| 2014 | Devil's Due                             | Emily          |              |
| 2014 | Obituaries                              | Marie Sinclair | Cortometraje |
| 2015 | The Last Witch Hunter                   | Miranda        |              |
| 2022 | The Menu                                | Felicity       |              |
| 2022 | Spirited                                | Nora           |              |

### Televisión
| Año       | Título                           | Rol                  | Notas                                   |
| --------- | -------------------------------- | -------------------- | --------------------------------------- |
| 2009      | Lincoln Heights                  | Sylvia Torres        | 4 episodios                             |
| 2009      | El mentalista                    | Cassie               | Episodio: "Blood Brothers"              |
| 2010      | Greek                            | Sunny                | Episodio: "Your Friends and Neighbors"  |
| 2011      | Level Up                         | Angie                | Película para televisión                |
| 2012–2013 | Level Up                         | Angie                | Papel principal (35 episodios)          |
| 2012      | Blue Lagoon: The Awakening       | Jude                 | Película para televisión                |
| 2014      | Baby Daddy                       | Sydney               | Episodio: "Romancing the Phone"         |
| 2014      | The Americans                    | Lucia                | 4 episodios                             |
| 2014–2018 | Young & Hungry                   | Sofia Rodriguez      | Papel principal (51 episodios)          |
| 2015–2016 | Blindspot                        | Ana Montes           | "Cede Your Soul" "Why Await Life's End" |
| 2016–2020 | Elena de Ávalor                  | Princesa Elena (voz) | Papel principal                         |
| 2016      | Elena and the Secret of Avalor   | Princesa Elena (voz) | Película para televisión                |
| 2016      | MacGyver                         | Cindy                | Episodio: "The Corkscrew"               |
| 2017      | American Horror Story: Cult      | Chica asesinada      | Episodio: "Election Night"              |
| 2018–2020 | She-Ra y las princesas del poder | She-Ra (voz)         | Papel principal                         |

### Web
| Año  | Título         | Rol                 | Notas                      |
| ---- | -------------- | ------------------- | -------------------------- |
| 2012 | Silverwood     | Emily               | Episodio: "Silverwood Inn" |
| 2014 | Young & Foodie | Ella misma          | 4 episodios                |
| 2021 | Critical Role  | Opal, Human Warlock | 8 episodes                 |